# Тоаб
Тоб (англ. Toab) — деревня в южной части острова Мейнленд в архипелаге Шетландских островов.

## География
Расположена у восточного берега бухты Бей-оф-Кендейл врезанной в юго-западный берег острова Мейнленд.

## Экономика
Автодорога «A970» (Норт-Ро — Тоаб — аэропорт Самборо — Грутнесс) соединяет деревню с северной частью острова.
Входит в почтовый район «Вирки», которому соответствует код «ZE3».